# Chamaeclea
Chamaeclea là một chi bướm đêm thuộc họ Noctuidae.

## Các loài
- Chamaeclea basiochrea Barnes & McDunnough, 1916
- Chamaeclea pernana (Grote, 1881)